# Mulloidichthys
Mulloidichthys són un gènere de peixos de la família dels múl·lids.

## Taxonomia
N'hi ha sis espècies reconegudes:
- Mulloidichthys dentatus (Gill, 1862)
- Mulloidichthys flavolineatus (Lacépède, 1801)[1]
- Mulloidichthys martinicus (Cuvier, 1829)[2]
- Mulloidichthys mimicus (Randall & Guézé, 1980)[3]
- Mulloidichthys pfluegeri (Steindachner, 1900)
- Mulloidichthys vanicolensis (Valenciennes, 1831)[4]